# Dostęp telekomunikacyjny
Dostęp telekomunikacyjny – termin prawniczy przyjęty pierwotnie w Prawie telekomunikacyjnym, a od 2024 w Prawie komunikacji elektronicznej.
Oznaczał on korzystanie z urządzeń telekomunikacyjnych, udogodnień towarzyszących lub usług świadczonych przez innego przedsiębiorcę telekomunikacyjnego, na określonych warunkach, celem świadczenia usług telekomunikacyjnych, a polegające w szczególności na:
- dostępie do elementów sieci i udogodnień towarzyszących, także poprzez podłączenie urządzeń za pomocą środków stacjonarnych lub niestacjonarnych, w tym na dostępie do lokalnej pętli abonenckiej oraz urządzeń i usług niezbędnych do świadczenia usług w lokalnej pętli abonenckiej,
- dostępie do budynków i infrastruktury telekomunikacyjnej,
- dostępie do odpowiednich systemów oprogramowania, w tym do systemów wspomagających eksploatację,
- dostępie do translacji numerów lub systemów zapewniających analogiczne funkcje,
- dostępie do sieci telekomunikacyjnych, w tym na potrzeby roamingu,
- dostępie do systemów dostępu warunkowego,
- dostępie do usług sieci wirtualnych,
- dostępie do systemów informacyjnych lub baz danych na potrzeby przygotowywania i składania zamówień, świadczenia usług, konserwacji, usuwania awarii, reklamacji oraz fakturowania. Od 2024 r. dostępem telekomunikacyjnym jest udostępnianie zasobów na rzecz przedsiębiorcy komunikacji elektronicznej na potrzeby świadczenia usług komunikacji elektronicznej[2].

Stosowanie pojęcia dostępu telekomunikacyjnego jest zgodne z dyrektywami Wspólnot Europejskich i ma na celu stworzenie warunków do konkurencji na rynku usług telekomunikacyjnych.
Pojęcie to jest podstawą do działań regulacyjnych na rynku usług telekomunikacyjnych, podejmowanych przez Urząd Komunikacji Elektronicznej. Rezultatem tych działań są oferty ramowe:
- o dostępie do lokalnej pętli abonenckiej (RUO),
- połączenia sieci (RIO).